# Стрелецк (Челябинская область)

Стрелецк — посёлок в Троицком районе Челябинской области. Входит в состав Кособродского сельского поселения.

## География
Расположен в западной части района, в месте впадения в р. Уй ручья Топкого. Рельеф — равнина (Западно-Сибирская равнина); ближайшие выс.— 288 и 338 (Кобяковская сопка) м. Ландшафт — лесостепь. В нескольких километрах к северу находится Санарский бор (памятник природы).
Поселок связан грунтовыми и шоссейными дорогами с соседними населенными пунктами. Расстояние до районного центра (Троицк) 75 км, до центра сельского поселения (пос. Черноречье) — 6 км.

## История
Поселок вырос на месте Стрелецкого редута, построенного в 1743 на Оренбургской военно-пограничной линии. Редут был заселен белопахотными солдатами, крестьянами. 
В нач. 19 в. ликвидирован, на его месте осн. поселок (входил в черту ст-цы Степной); отставные солдаты с семьями были зачислены в казаки. 
По данным статистики, в 1840 в поселке насчитывалось 39 дворов (109 душ мужского пола — все казаки), в 1873 — 64, в 1889 — 82 (имелась школа, действовали водяная и ветряная мельницы). В 1920-х гг. поселок являлся центром сельсовета в Степном р-не, состоял из 155 дворов; работал кооператив. 
В 1930 организован колхоз, к-рому принадлежало 5586 га земельных угодий, в т. ч. пашни — 2175,5, сенокосов — 676, выгона — 1358 га. 
Впоследствии колхоз вошел на правах 3-го отделения в состав совхоза «Степной».

## Население
| 2002 | 2010 |
| ---- | ---- |
| 291  | ↘212 |

(в 1873 — 345, в 1889 — 909, в 1900 — 449, в 1959 — 488, в 1970 — 325, в 1983 — 325, в 1995 — 246)

## Улицы
- Набережная улица
- Улица Труда
- Центральная улица
- Школьная улица